# Izvoru
Izvoru est une commune roumaine située dans le județ d'Argeș.